# Żeglarstwo na Letnich Igrzyskach Paraolimpijskich 2008

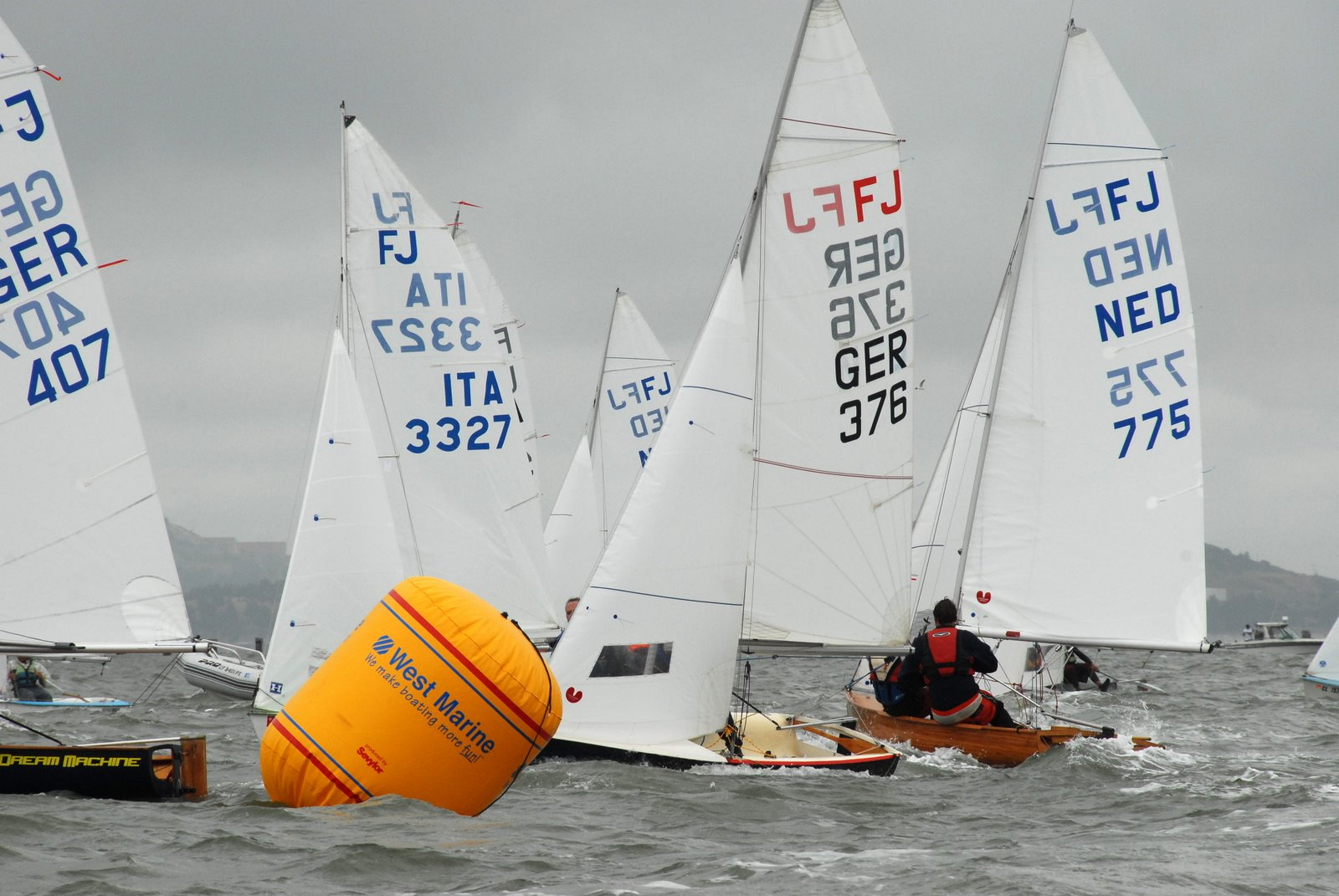

Żeglarstwo na Letnich Igrzyskach Paraolimpijskich 2008 odbywało się w dniach 8 - 13 września w chińskim Qingdao. Rozdane zostały trzy komplety medali. W tej dyscyplinie nie startowali reprezentanci Polski.

## Obiekty
| Obiekt                               | Miasto  | Funkcja           |
| Qingdao International Sailing Centre | Qingdao | Zawody i treningi |

## Kwalifikacja
Kwalifikacje na igrzyska wywalczyło 80 zawodników (z 25 państw)

## Klasyfikacja niepełnosprawności
- 2.4mR (jedna osoba) - zawodnicy posiadający minimalny poziom niepełnosprawności
- SKUD18 (dwie osoby) - zawodnik mający jeden punkt niepełnosprawności (duży poziom niepełnosprawności) i zawodniczka o małym poziomie niepełnosprawności
- Sonar (trzy osoby) - zawodnicy razem nie mogą przekroczyć 14 punktów niepełnosprawności

## Program
| Żeglarstwo |  |  |  |  |  |  |  | F |  |  |  |  |

## Medale
| Konkurencja | Złoto                                                   | Srebro                                                     | Brąz                                                  |
| 2.4mR       | Paul Tingley                                            | Damien Seguin                                              | John Ruf                                              |
| SKUD18      | Stany Zjednoczone Nick Scandone Maureen McKinnon-Tucker | Australia Daniel Fitzgibbon Rachael Cox                    | Kanada John McRoberts Stacie Louttit                  |
| Sonar       | Niemcy Jens Kroker Robert Prem Siegmund Mainka          | Francja Bruno Jourdren Herve Larhant Nicolas Vimont-Vicary | Australia Colin Harrison Russell Boaden Graeme Martin |

## Tabela medalowa
| Rk | Kraj              | Złoto | Srebro | Brąz | Razem |
| 1. | Kanada            | 1     |        | 1    | 2     |
| 2. | Stany Zjednoczone | 1     |        | 1    | 2     |
| 3. | Niemcy            | 1     |        |      | 1     |
| 4. | Francja           |       | 2      |      | 2     |
| 5. | Australia         |       | 1      | 1    | 2     |